# Висотинська
Висо́тинська (рос. Высотинская) — присілок у складі Верховазького району Вологодської області, Росія. Входить до складу Нижньокулойського сільського поселення.

## Населення
Населення — 6 осіб (2010; 6 у 2002).
Національний склад (станом на 2002 рік):
- росіяни — 100 %